# Allan Kardec
Allan Kardec (seudónimo de Hippolyte Léon Denizard Rivail, Lyon, 3 de octubre de 1804-París, 31 de marzo de 1869) fue un traductor, profesor, filósofo y escritor francés, considerado el sistematizador de la doctrina llamada espiritismo.

## Biografía y obra
Cursó sus primeros estudios en Lyon y los completó en Yverdon (Suiza), como discípulo y colaborador del pedagogo suizo Johann Heinrich Pestalozzi. No realizó estudios universitarios. Afirmaba conocer los idiomas alemán, inglés, italiano, español y neerlandés. En 1831 pasó a formar parte de la Real Academia de Arras. En 1824 ya se había trasladado a París, donde se dedicó a la enseñanza, primero en la institución fundada por él mismo sobre el modelo del centro de Pestalozzi, y más tarde de forma privada, cuando los problemas económicos le obligaron a la liquidación de su instituto y a desenvolverse como tenedor de libros y contable de tres casas de comercio, además de ocuparse en la traducción de obras inglesas y alemanas. En 1832 contrajo matrimonio con la institutriz Amelia Boudet, nueve años mayor que él, y fue en este periodo de su vida cuando elaboró y publicó los siguientes libros:
- 1823: Curso práctico y teórico de aritmética, según el método de Pestalozzi, con modificaciones.
- 1828: Plan propuesto para el mejoramiento de la instrucción pública.
- 1831: Gramática francesa clásica.
- 1846: Manual de los exámenes para los diplomas de capacidad.
- 1848: Catecismo gramatical de la lengua francesa.

Un segundo periodo biográfico comenzó para Rivail cuando, en 1854, oyó hablar por primera vez del fenómeno de las «mesas parlantes», al que solo empezó a conceder crédito tras haber sido testigo, en mayo de 1855, de inexplicables fenómenos relacionados con mesas ambulatorias y giratorias o «danzantes», así como con la llamada «escritura automática». Persuadido de la existencia de una región espiritual habitada por almas inmortales desencarnadas con las que era posible comunicarse, Rivail se decidió a examinar una voluminosa colección de escritos psicográficos que le proporcionaron amigos espiritistas interesados en su juicio y empezó a asistir con regularidad a sesiones, preparado siempre con una serie de preguntas que le eran respondidas de «manera precisa, profunda y lógica», a través de los sujetos a los que el espiritismo denomina «médiums», porque actúan como intermediarios en las comunicaciones con las supuestas almas desencarnadas. Toda esta materia, debidamente «repasada y corregida» por la entidad espiritual que se identificó ante Rivail como «la Verdad», sirvió de base al cuerpo de doctrina de El libro de los espíritus, su obra aparecida el 18 de abril de 1857, cuya primera edición se agotó en pocos días, llegándose a la decimosexta en vida del autor.
En los prolegómenos de esta obra se lee: 

Los espíritus anuncian que los tiempos designados por la providencia para una manifestación universal han llegado ya, y que siendo ministros de Dios y agentes de su voluntad, su misión es la de instruir e ilustrar a los hombres, abriendo una nueva era a la regeneración de la humanidad. Este libro es la recopilación de su enseñanza.
Allan Kardec

El éxito de El libro de los espíritus propició la fundación de la Revue Spirite y la constitución formal, en 1858, de la Sociedad de Estudios Espiritistas de París, que Rivail presidiría hasta su muerte.
Su «espíritu protector» le había informado que en una existencia previa, en el tiempo de los druidas, ambos se habían conocido en la Galia y él se llamaba «Allan Kardec». El libro de los espíritus fue el primer trabajo en que el autor sustituyó por este su nombre real, y el acta de nacimiento del espiritismo latino que, a diferencia del anglosajón, defiende el supuesto reencarnacionista, particularmente como explicación del origen de las desigualdades entre los hombres, con frecuencia aparentemente injustas.

[Los espíritus] que se comunican a través de los médiums franceses aseguran que la reencarnación es un hecho, en tanto que los que hablan por boca de los médiums británicos y estadounidenses declaran que no es cierto. ¿Cómo podemos conjugar esas discrepancias? (...) son un verdadero obstáculo para muchos espiritistas (...). Los espíritus afirman que después de la muerte no son omniscientes. Por el contrario, llegan a la otra vida con todos sus prejuicios, creencias y opiniones (...) se limita(n) a expresar su propia creencia, que puede o no ser verdad.
Hereward Carrington

A lo largo de sus escritos, A. Kardec habla de espíritus superiores e inferiores: «Encuéntranse en el mundo de los espíritus, como en la tierra, todos los géneros de perversidad y todos los grados de superioridad intelectual y moral»: espíritus buenos y malos, espíritus menores, espíritus malvados y rebeldes, espíritus errantes, espíritus vulgares y espíritus mentirosos «que usurpan a menudo nombres conocidos y venerados» y «dicen haber sido Sócrates, Julio César, Carlomagno, Fenelon, Napoleón, Washington, etc.». La «comprobación que de su identidad puede tenerse (...) es, efectivamente, difícil; pero si no puede conseguirse tan auténtica como la que resulta de un acta del estado civil, puédese obtenerla presuntiva, por lo menos, con arreglo a ciertos indicios».
En Qué es el espiritismo, Rivail también admite que algunos espíritus son «mentirosos, fraudulentos, hipócritas, malvados y vengativos» y capaces de utilizar lenguaje grosero. Autores espiritistas posteriores han repetido advertencias en el mismo sentido, que apoyan la afirmación de Allan Kardec: «la sustitución de los espíritus (...) es una de las dificultades del espiritismo práctico; pero nunca hemos dicho que la ciencia espiritista fuese fácil, ni que se la pueda alcanzar bromeando, siendo en este punto igual a otra ciencia cualquiera».

Los espíritus, siendo simplemente las almas de los hombres, no tienen ni conocimiento supremo ni sabiduría suprema; que su inteligencia depende del progreso que hayan hecho y que su opinión no es más que una opinión personal. [...] No se debe dar ciegamente crédito a todo lo que dicen los espíritus.
Allan Kardec

Nuevas obras serían sustanciales en la labor de sistematización de las ideas «espíritas» o «espiritistas», ideas que, siendo la clave de su interpretación de las religiones, de orientación unificadora, Allan Kardec no consideraba de índole propiamente religiosa sino científica, por no estar fundadas en fe ni revelación sobrenatural algunas, sino en la reflexión sobre el hecho de experiencia de las comunicaciones de los propios seres fallecidos:

El espiritismo es a la vez una ciencia de observación y una doctrina filosófica. Como ciencia práctica, consiste en relaciones que pueden establecerse con los espíritus; como doctrina filosófica comprende todas las consecuencias morales que se desprenden de semejantes relaciones. Podríamos definirlo así: el espiritismo es la ciencia que trata de la naturaleza, origen y destino de los espíritus y de sus relaciones con el mundo corporal.
Allan Kardec

Las principales entre las obras aludidas fueron: El libro de los médiums (1860), Qué es el espiritismo (1862), El Evangelio según el espiritismo (1864), El Cielo y el Infierno o la justicia divina según el espiritismo (1865), La génesis, los milagros y las profecías según el espiritismo (1867). Han aparecido, asimismo, ediciones póstumas.
Es interesante que las exposiciones de Allan Kardec viesen la luz en años próximos a los de la aparición de obras como Manifiesto del Partido Comunista (de Karl Marx y Friedrich Engels) o El origen de las especies (de Charles Darwin), mientras se asistía al momento de esplendor del positivismo y el materialismo filosóficos y científicos. En relación con el primero, Allan Kardec presentó su «nueva doctrina filosófica» como respondiendo «a las aspiraciones del hombre respecto del porvenir; pero como apoya la teoría de este en bases positivas y racionales, se amolda al espíritu positivista del siglo», haciendo «sus prosélitos precisamente en la clase ilustrada, y esto en todos los países del mundo».
En cuanto al segundo, la coincidencia del espiritismo con la Iglesia católica en su oposición al materialismo, así como en la moral centrada en la caridad, le hacían incomprensible la por otra parte coherente condena doctrinal de Roma, formalizada en la inclusión, en 1864, de las obras de Kardec en el entonces vigente Índice de libros prohibidos. El rechazo eclesiástico ya había dado lugar, por ejemplo, a la quema de 300 libros espiritistas llevada a cabo en 1861 en Barcelona, tras haber sido confiscados por el obispo de esta diócesis a través del Santo Oficio.

El espiritismo es la prueba patente de la existencia del alma, de su individualidad después de la muerte, de su inmortalidad y de su suerte verdadera; es, pues, la destrucción del materialismo, no con razonamiento, sino con hechos.
Allan Kardec

## Obras
- 1857: El libro de los espíritus
- 1859: ¿Qué es el espiritismo?
- 1861: El libro de los médiums
- 1864: El evangelio según el espiritismo
- 1865: El cielo y el infierno
- 1868: La génesis
- 1890: Obras póstumas
- Manual práctico de las manifestaciones
- Vocabulario espírita
- 1862: Viaje espírita
- Colección de oraciones espíritas
- El espiritismo en su más simple expresión
- Caracteres de la revelación espírita.